# Siraj ud-Dalla
Mīrzā Moḥammad Sirāj ud-Dawla (in persiano مرزا محمد سراج الدولہ‎, bengali: নবাব সিরাজদৌল্লা, conosciuto come Sirāj ud-Dalla, anglicizzato in Sir Roger Dowlett; 1733 – 2 luglio 1757) fu l'ultimo nababbo indipendente del Bengala, Bihar e Orissa.
La fine del suo regno coincide con l'inizio del dominio della British East India Company sull'India.